# 朱幼𡐖
陵川怀懿王朱幼𡐖（1435年—1472年），明朝陵川康肃王朱佶煃的嫡次子，追封陵川王。
正统九年（1444年）二月，朱幼𡐖得赐名。正统十三年（1448年），朱幼𡐖受封陵川长子。成化八年（1472年），朱幼𡐖去世。成化十年（1474年）十月，朱佶煃去世。成化十三年（1477年）九月，朱幼𡐖的庶长子朱诠𨮒袭封陵川王。十二月，因朱诠𨮒所请，朱幼𡐖被追封為陵川怀懿王，朱诠𨮒的生母王氏也被封為陵川王妃。

## 评价
- 《弇山堂别集》卷074：慈仁短折，柔克有光。

## 子孫
- 庶長子：陵川康簡王朱詮𨮒
- 子：鎮國將軍朱詮鉸，號孤松[5]，成化二年（1465年）五月賜名[6]
  - 嫡次子：朱勛滂，弘治七年（1494年）四月賜名[7]
- 子：鎮國將軍朱詮銶，號孤巖[5]。繼室王氏，義門王端之女，贈光祿寺卿王佐之妹[8]
  - 嫡長子：輔國將軍朱勛潓，號雲崖[5]，弘治十四年（1501年）正月賜名[9]，李新芳為其撰墓表[10]，著有《雲崖集》[11]
  - 第二子：輔國將軍朱勛滄，號雲峯[5]，弘治十六年（1503年）二月賜名[12]，著有《諸禮證類》一百三十卷[11]
- 第五子：鎮國將軍朱詮鉼，號孤雲[5]，成化十五年（1479年）八月賜名[13]，栗應麟為其撰墓表[10]
  - 嫡長子：朱勛溥，弘治七年（1494年）四月賜名[7]
- 孫：輔國將軍朱勛瀾，號雲溪[5]，嘉靖五年（1526年）六月因偽行印信公移被詔奪祿米三月[14]，著有《明德齋詩集》二卷[11]